# 44. Armee (Japanisches Kaiserreich)
Die 44. Armee (jap. 第44軍, Dai-yonjū-yon-gun) war 1945 ein Großverband des Kaiserlich Japanischen Heeres. Sie ging aus der 1941 gegründeten Kwantung-Verteidigungsarmee (関東防衛軍, Kantō Bōeigun) hervor und wurde im Frühjahr 1945 in 44. Armee umbenannt. Ihr Tsūshōgō-Code (militärischer Tarnname) war Expedition (遠征, Ensei).

## Geschichte

### Kwantung-Verteidigungsarmee
Im Juli 1941 wurde die Kwantung-Verteidigungsarmee unter dem Befehl von General Yamashita Tomoyuki in Mukden gegründet und unterstand der Kwantung-Armee. Ihr unterstand die 1., 2., 3., 5., und 9. selbstständige Garnisons-Einheit.

### 44. Armee
Am 30. Mai 1945 gruppierte das Daihon’ei (Japanisches Hauptquartier) die Kwantung-Verteidigungsarmee um, benannte sie unter ihrem Kommandeur Generalleutnant Hongō Yoshio in 44. Armee um und ordnete ihr die 63., 107. und 117. Infanterie-Division sowie die 9. Selbstständige Panzer-Brigade und einige Artillerie-Einheiten zu.
Die 44. Armee hatte Befehl, potenzielle Invasionsrouten im Westen der Mandschurei südlich von Handagai bis nördlich von Jehol zu blockieren. Dazu orderte sie die 107. Division nach Wangyemiao, wo diese Gräben, gedeckte Geschützstellungen, Kampfunterstände und einige Bunker anlegte. Die 63. und 117. Division war im rückwärtigen Raum bei Dongliao (Tungliao) bzw. Baichengzi (Paichengtzu) positioniert. Die Reste der Armee verblieben in der Zentralmandschurei in der Liaoyuan-Region. Bei einem sowjetischen Angriff sah die japanische Strategie vor, den Angreifern hinhaltende Gefechte zu liefern und sich auf stark befestigte Stellungen bei Tunhua zurückzuziehen. Es wurde sogar in Betracht gezogen, sich vom Feind überrollen zu lassen, um ihn dann von hinten anzugreifen. Die stärksten Befestigungen wurden bei Handagai, Iruse, Halung-Arshaan und Wuchakou im Großen Hinggan-Gebirge angelegt. Dort wurden sie parallel zu der Straße und Bahnlinie, die durch das Gebirge führte, angelegt. Westlich Wangyemiao wurde eine zweite Verteidigungslinie angelegt, die jedoch im August 1945 nicht fertiggestellt war. Obwohl die Japaner starke Verteidigungsstellungen errichteten, waren sie jedoch über eine zu große Fläche verteilt und damit anfällig für Umgehungsmanöver. Trotzdem fühlten sich Generalleutnant Hongō und seine Männer vor einem sowjetischen Angriff relativ sicher.
Im Neutralitätspakt zwischen Japan und der Sowjetunion vom 13. April 1941 waren beide Vertragspartner die Verpflichtung eingegangen, die beiderseitige territoriale Integrität und Unverletzlichkeit zu respektieren. Am 5. April 1945 kündigte die Sowjetunion an, den Vertrag nicht mehr zu verlängern, so dass er am 25. April 1946 ungültig werden würde. Am 8. August 1945 erklärte die Sowjetunion Japan den Krieg, und die Rote Armee leitete die sowjetische Invasion der Mandschurei ein, zunächst in Mandschukuo, später auch auf den Kurilen.
Am 9. August 1945 um 02:00 Uhr erhielt General Hongō Nachricht des sowjetischen Angriffs. Um bereits 5:00 Uhr meldete die 107. Division, dass hunderte feindlicher Panzer mit Infanterieunterstützung gegen sie vorrückten. Auf sowjetischer Seite griff die 39. Armee mit über 1000 Panzern und Fahrzeugen und neun Divisionen im Abschnitt der 44. Armee an. Bald stellte sich heraus, dass die sowjetischen Angriffsverbände einzelne japanische Stellungen umgingen und isolierten. Die 107. Division zog sich östlich in die Berge zurück und versuchte wie vorgesehen, den Feind von hinten anzugreifen. Die sowjetische Übermacht reduzierte die 44. Armee immer weiter und am 15. August war die mächtige japanische Verteidigungsstellung im Großen Hinggan-Gebirge umgangen und eingeschlossen. Nach Ende der Kämpfe gingen die japanischen Soldaten in sowjetische Kriegsgefangenschaft.
Offiziell wurde die 44. Armee in Mukden im September 1945 aufgelöst.

## Oberbefehlshaber

### Kommandeur
|    | Name                              | Von               | Bis               |
| -- | --------------------------------- | ----------------- | ----------------- |
| 1. | General Yamashita Tomoyuki        | 17. Juli 1941     | 6. November 1941  |
| 2. | Generalleutnant Kusaba Tatsumi    | 6. November 1941  | 21. Dezember 1942 |
| 3. | Generalleutnant Kinoshita Hayashi | 21. Dezember 1942 | 7. Dezember 1943  |
| 4. | Generalleutnant Yoshida Shin      | 7. Dezember 1943  | 1. März 1945      |
| 5. | Generalleutnant Hongō Yoshio      | 1. März 1945      | September 1945    |

### Stabschefs
|    | Name                             | Von             | Bis             |
| -- | -------------------------------- | --------------- | --------------- |
| 1. | Generalleutnant Yoshioka Yasunao | 17. Juli 1941   | 1. Juli 1942    |
| 2. | Generalmajor Tasaka Sen’ichi     | 1. Juli 1942    | 16. Mai 1944    |
| 3. | Generalmajor Tamura Hiroshi      | 16. Mai 1944    | 2. Oktober 1944 |
| 4. | Generalmajor Obata Nobuyoshi     | 2. Oktober 1944 | September 1945  |

## Untergeordnete Einheiten
- 44. Armee-Stab
- 63. Division
- 107. Division
- 117. Division
- 9. Selbstständige Panzer-Brigade
- 31., 81. und 88. Feldhospital
- 2. Sturmabteilung
- Artillerie
  - 17. Schweres Feldartillerie-Regiment
  - 30. Schweres Feldartillerie-Regiment
  - 14. Selbstständiges Feldartillerie-Bataillon
  - 29. Selbstständiges Panzerabwehr-Bataillon
- weitere kleinere Einheiten